# Dankmar Adler

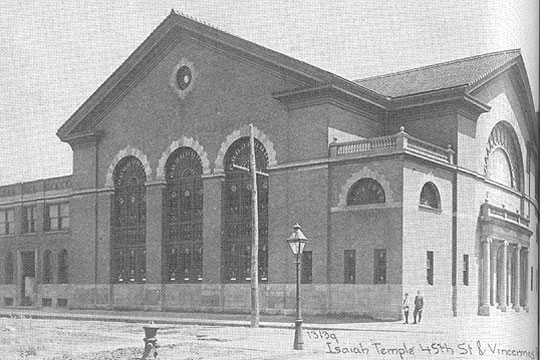
Temple Isaiah, Chicago, omkring 1910

Dankmar Adler, född 3 juli 1844 i Stadtlengsfeld, Thüringen, död 16 april 1900 i Chicago, Illinois, var en tysk-amerikansk arkitekt. Tillsammans med Louis Sullivan drev han arkitektfirman Adler and Sullivan.